# Aster Demissie
Aster Demissie (* 1983 in Sululta als Aster Bacha) ist eine kanadische Langstreckenläuferin äthiopischer Herkunft.
Bei den Halbmarathon-Weltmeisterschaften 2000 in Veracruz kam sie auf den 17. Platz. 2001 gewann sie beim Juniorinnenrennen der Crosslauf-Weltmeisterschaften in Oostende Bronze in der Einzel- und Gold in der Mannschaftswertung. Bei den Leichtathletik-Weltmeisterschaften in Edmonton kam sie über 10.000 m auf den 14. Platz.
2004 siegte sie beim Ottawa Race Weekend über 10 km. 2005 gewann sie die Corrida Bulloise, 2006 den Zürcher Silvesterlauf. Bei den kanadischen Meisterschaften im Halbmarathon kam sie von 2004 bis 2006 dreimal als Erste außer Konkurrenz ins Ziel.
Am 13. Mai 2008 wurde sie kanadische Staatsbürgerin.

## Persönliche Bestzeiten
- 5000 m: 15:39,46 min, 18. Juli 2003, Victoria
- 10.000 m: 31:57,49 min, 17. Juni 2001, Villeneuve-d’Ascq
- 10-km-Straßenlauf: 32:31 min, 29. Mai 2004, Ottawa
- Halbmarathon: 1:13:36 h, 16. Mai 2004, Edmonton